# Marinês
Marinês, nome artístico de Inês Caetano de Oliveira (São Vicente Férrer, 15 de novembro de 1934 — Recife, 14 de maio de 2007), foi uma cantora, atriz, apresentadora  e bacharel em direito brasileira.

## Biografia
Por nascer em um domingo, Inês foi registrada numa segunda-feira dia 16 de novembro de 1934. Criada na cidade de Campina Grande, Paraíba, viveu numa casa muito humilde no bairro da Liberdade, onde desde menina ajudava seu pai Manoel Caetano, na fabricação de armas e munições para o exército e posteriormente para o cangaço. Marinês cantou pela primeira vez, em um concurso de calouros da cidade, onde ouviu o anúncio no serviço de autofalantes do bairro. Anos depois, em plena situação de miséria, ela descobriu outro concurso de calouros da Rádio Difusora da cidade, onde o prêmio em 1º lugar ganharia na época cem mil reis em dinheiro e emprego na rádio Difusora. Marinês se inscreveu combinando com irmão mais velho Ademar Caetano que a convidasse para ir passear no centro de Campina Grande para fazer a inscrição no concurso. Por saber que seu pai ouvia a programação da rádio, ela trocou o nome em sua inscrição, pois na família, era a única que não tinha o nome Maria. Então na inscrição, ela colocou Maria Inês. Que no dia de sua apresentação, o locutor da rádio, por engano, anunciou o nome dela como Marinês. Aonde ganhou em primeiro lugar, empatado com Genival Lacerda. O prêmio foi dividido em partes iguais para cada um. Genival já era empregado de outra rádio, então Marinês ganhou a metade do prêmio e também tomou posse do cargo, como cantora oficial do Regional da Rádio Borborema, cantando chorinho, serestas e músicas românticas, onde iniciou sua carreira como cantora e ajudou a sua família. Em 1950, conheceu o mestre Abdias do acordeon (Abdias dos 8 baixos) paraibano que vinha de Alagoas para um recital na Rádio Difusora, onde foi paixão a primeira vista por Marines. E em 1 ano, namoraram, noivaram, se casaram e tiveram 1 filho, Marcos Farias. Abdias apresentou a Marinês um repertório de um cantor que fazia sucesso no país, Luiz Gonzaga, que a encantou. A partir daí, ela passou ser a voz feminina da música nordestina, montando a Patrulha de Choque do Rei do Baião. Anos depois foi convidada por Gonzaga, a integrar as suas apresentações, seguindo para o Rio de Janeiro e foi coroada pelo mesmo, como a Rainha do Xaxado (dança típica dos cangaceiros de Lampião). Em 1957, após muito destaque em suas apresentações, foi convidada para gravar seu primeiro Longplay pela gravadora SINTER, onde teve a inédita façanha de estourar duas obras em um só disco, Pisa na Fulô e Peba na Pimenta de João do Vale (autor até então desconhecido, lançado por Marinês). Participou de filmes da Atlântida, seguidos de mais de 45 discos gravados, todos com grandes sucessos. Sendo musa inspiradora de vários artistas como: Nara Leão, Gal Costa, Maria Bethânia, Caetano Veloso, Gilberto Gil, Lulu Santos, Amelinha e Elba Ramalho, e esta última com parcerias em disco, shows pelo Brasil e Canecão no Rio de Janeiro. Marinês é pesquisada até hoje, por artistas de todos os estilos musicais, por sua voz, forte e extremamente afinada, por sua garra, pelo seu caráter digno e conservador. Como disse Gilberto Gil, Marinês é a grande Mãe da Música Nordestina, o Luiz Gonzaga de Saia.

## Vida Pessoal
Foi casada com o acordeonista Abdias dos Oito Baixos por trinta anos, com quem teve seu filho, Marcos José  de Oliveira Farias, nascido em 14 de setembro de 1959, no Rio de Janeiro. Dois anos depois registrado em Campina Grande, onde ele seguiu a carreira artística musical como seus pais, atuando como músico e maestro. Marinês também adotou o Celso Othon registrando-o como seu segundo filho.

## Falecimento
Marinês faleceu em 14 de maio de 2007, aos 71 anos, após sete dias em coma na UTI do Real Hospital Português de Beneficência, em Recife, em decorrência de complicações de um AVC isquêmico. O corpo da cantora foi sepultado no dia 15 de maio de 2007, no Cemitério Campo Santo Parque da Paz, em Campina Grande, na Paraíba.

## Discografia
A Primeira canção gravada por Marinês foi em 1956, com Luiz Gonzaga, intitulada por Mané e Zabé.
- Vamos xaxar (1957) SINTER (10 polegadas)
- Aquarela nordestina (1959) SINTER LP
- Marinês e Sua Gente (1960) RCA LP
- O Nordeste e seu ritmo (1961) RCA LP
- Outra Vez, Marinês(1962) RCA Victor 78
- Coisas do Norte (1963) RCA LP
- Siu, siu, siu (1964) RCA LP
- Maria Coisa (1965) RCA LP
- Meu benzim (1966) RCA LP
- Marinês (1967) CBS LP
- Mandacaru (1968) CBS LP
- Vamos rodar roda (1969) CBS LP
- Sonhando com meu bem (1970) CBS LP
- Na peneira do amor (1971) CBS LP
- Canção da fé (1972) CBS/Entré LP
- Só pra machucar (1973) CBS/Entré LP
- A dama do Nordeste (1974) CBS/Entré LP
- A volta da cangaceira (1975) CBS LP
- Nordeste valente (1976) CBS/Entré LP
- Meu Cariri (1976)CBS/Entré LP
- Balaiando (1977) CBS RIO LP
- Cantando pra valer (1978) Copacabana LP
- Atendendo ao meu povo (1979) Copacabana LP
- Bate coração (1980) Copacabana LP
- Estaca nova (1981) Copacabana LP
- Desabafo (1982) Copacabana LP
- Só o amor ilumina (1983) PolyGram LP
- Tô chegando (1986) BMG-Ariola LP
- Balaio de paixão (1987) BMG-Ariola LP
- Feito com amor (1988) Continental LP
- Marinês, cidadã do mundo (1995) Somzoom CD
- Marinês e sua Gente. Raízes do Nordeste (1998) Copacabana/EMI
- Marinês e sua Gente-50 anos de forró (1999) BMG CD
- Marinês (2000) BMG CD
- Cantando com o coração (2003) Independente CD
- Marinês canta a Paraíba (2006) Independente CD